# Coline Serreau
Coline Serreau, född 29 oktober 1947 i Paris, är en fransk filmregissör och manusförfattare.

## Filmografi i urval
- 1974 – Kärleken bedrar (manus och roll)
- 1985 – Ungkarlsbabyn (manus och regi)
- 1989 – Det ligger en vit man i din säng, mamma! (manus och regi)
- 1992 – Krisen (manus och regi)
- 1996 – La Belle Verte (manus, regi och roll)
- 2001 – Chaos (manus och regi)